# Pseudoparonella
Genre
Synonymes
- Najtnella Yoshii, 1989
- Oceaniella Yoshii, 1989

Pseudoparonella est un genre de collemboles de la famille des Entomobryidae.

## Liste des espèces
Selon Checklist of the Collembola of the World (version du 27 novembre 2019) :
- Pseudoparonella appendiculata (Schött, 1917)
- Pseudoparonella bicincta Yoshii, 1989
- Pseudoparonella bougainvilleae (Yosii, 1960)
- Pseudoparonella griseocoerulea Yoshii, 1989
- Pseudoparonella halophila Womersley, 1934
- Pseudoparonella insularis (Uchida, 1944)
- Pseudoparonella najtae Yoshii, 1989
- Pseudoparonella novaecaledoniae Yosii, 1960
- Pseudoparonella papuana Womersley, 1937
- Pseudoparonella seminigra Zhang & Deharveng, 2015
- Pseudoparonella shibatai Yosii, 1960
- Pseudoparonella tanimbarica Yoshii & Suhardjno, 1992

## Publication originale
- Handschin, 1925 : Beiträge zur Collembolenfauna der Sundainseln. Treubia, vol. 6, p. 225-270.